# Бине, Рене
Рене Бине (фр. René Binet; 1866[…], Chaumont — 19 июля 1911, Уши, Лозанна) — французский архитектор, один из зачинателей стиля ар-нуво (модерн). 

## Биография
Родился в 1866 году в Шомоне, Бургундия, в семье железнодорожника. Когда Рене был ещё подростком, семья переехала в Санс.
В 1900 году Бине выиграл конкурс на создание монументальных парадных ворот для Всемирное выставки 1900 года в Париже. Хотя ворота изначально задумывались, как временное сооружение, на период проведения выставки к ним были прикованы взгляды многих любителей искусства. Бине умудрился превратить ворота в манифест нового стиля. Его ключевым источником вдохновения стали подробные изображения радиолярий из широко разошедшейся литографической книги биолога-эволюциониста Эрнста Геккеля «Красота форм в природе» (тем не менее большинством современников ворота были восприняты, как отсылающие к восточному искусству), Бине создал, фактически, манифест нового архитектурного стиля.
за эту работу Бине был награждён орденом Почётного легиона. В дальнейшем он выстроил ещё целый ряд зданий: частный дом, театр, мосты, общественные постройки. Помимо собственно занятия архитектурой, Бине проектировал мебель и предметы интерьера, а в 1904 году совершил путешествие по Востоку, где выполнил ряд живописных зарисовок, но самой известной его работой так и остались ворота Всемирной выставки. 
Скончался архитектор Рене Бине в 1911 году в Лозанне и был похоронен в Сансе на городском кладбище под монументальным надгробием. 
В 2024 году в Дарвиновском музее в Москве состоялась выставка «Эрнст Геккель. Красота форм в природе.», посвящённая вкладу Эрнста Геккеля (а также Рене Бине и изучавшихся Геккелем раидолярий) в генезис стиля модерн. 
Именем Рене Бине названы улица и небольшой парк в Париже.

## Галерея
- Ворота Всемирной выставки. Проект.
- Ворота Всемирной выставки. Реализация.
- Изображение радиолярий из книги Эрнста Геккеля
- Надгробие Рене Бине на кладбище в Сансе